# Karl Samuel Leberecht Hermann
Karl Samuel Leberecht Hermann, né le 20 janvier 1765 à Königerode dans le Harz et mort le 1er septembre 1846 à Schönebeck en Saxe-Anhalt, est un pharmacien et chimiste allemand reconnu pour être un des découvreurs de l'élément cadmium en 1818.

## Biographie
Chimiste formé par l'école de pharmacie à Halberstadt, diplômé en 1792 et par la pratique de la chimie technique tant au laboratoire qu'en production, ce fils de pasteur fait carrière comme pharmacien en reprenant une pharmacie à Groß Salze près de Hambourg, mais aussi comme industriel et marchand grossiste de produits chimiques, car, en visitant la saline royale de Schönebeck, il comprend que les déchets peuvent être une matière première inépuisable pour fabriquer divers produites chimiques. 
Après 1794, il fonde la firme "Hermania", qui récupère des sels de magnésium, des sels de potassium et de l'acide chlorhydrique.
Il est le premier chimiste en Allemagne à utiliser le procédé Leblanc pour fabriquer de la soude. 
Il supervise la préparation d'oxyde de zinc pour de multiples usages. Or il perd son plus gros marché vers les pharmacies et le corps médical fin 1817 quand une grande partie des lots de "cadmia" ou smithsonite, est confisquée par les autorités de Saxe et de Prusse. Le professeur de chimie analytique Friedrich Stromeyer, inspecteur des pharmacies de Hanovre, a mis en évidence une impureté toxique. 
Pour reprendre la production, il faut prouver la pureté de l'oxyde de zinc livré, et en conséquence connaître la chimie de ce qui serait un nouvel élément "cadmium" selon l'hypothèse de Stromeyer, ou à défaut une forme pernicieuse ou allotropique d'arsenic. Karl Hermann n'a d'autres choix que se porter volontaire au printemps 1818 pour analyser, un lot d'oxyde de zinc jaunâtre, confisqué par les autorités prussiennes à Magdebourg et s'engager à livrer son expertise. 
Carl Hermann prouve que l'élément bien présent à côté du zinc n'est pas l'arsenic, et redécouvrant simplement le cadmium dans les sels de zinc soluble, il prépare le sulfure de cadmium, l'oxyde de cadmium et le cyanure de cadmium (de).
Les travaux de Carl Hermann, fondées sur l'analyse et la chimie de l'oxyde de zinc en 1818 démontre ainsi de façon autonome l'existence de l'élément cadmium, postulée et dénommée par Friedrich Stromeyer. Le corps étranger est mis en évidence par précipitation au sulfure d'hydrogène. Il publie en 1818 ses principales observations sur les propriétés reconnues des composés de zinc et de cadmium, à savoir l'article Über das schlesische Zinkoxyd, und über ein darin gefundenes sehr wahrscheinlich noch unbekanntes Metall, publié dans les Annales de Physique Gilberts ou Gilberts Annalen der Physik, Tome 59, 1818, page 95f. et tome 66, 1820, page 285–289. 
Les autorités saxonnes et prussiennes ont désormais les moyens de contrôler les produits finis, elles lèvent l'interdiction.

## Honneur posthume
En l'honneur de Karl Hermann, un complexe scolaire réunissant lycée et écoles en 2014 est nommé à Schönebeck, il s'agit du "Dr.-Carl-Hermann-Gymnasium". Ce grand établissement regroupe l'ancien lycée du Docteur Tollberg et le complexe scolaire "Im Malzmühlenfeld" . 